# Софія Санті
Анжела Стеттнер (Angela Stettner, нар. 6 грудня 1981 року, Вінніпег, Канада), відома як Софі́я Санті (англ. Sophia Santi) — колишня канадська порноакторка і режисерка порно. До 2003 року відома також під псевдонімом Natalia Cruze.

## Біографія
Народилася 6 грудня 1981 року в канадському місті Вінніпег. Пізніше сім'я переїхала до Ванкувера, де Анжела жила до 18 років. У неї румунські, монгольські, ірландські, німецькі та індіанські (Манітоби) корені.
Закінчивши школу, переїхала на батьківщину матері, в штат Арізона, США. Там вступила в технічний коледж, а коли їй виповнилося 20 років, переїхала в Лос-Анджелес.
У Лос-Анджелесі стала працювати моделлю, позуючи оголеною для чоловічих журналів, під псевдонімом Наталія Круз. Вона стала Pet of the Month за версією журналу Penthouse в листопаді 2002 року.
Їй надходила величезна кількість пропозицій від порностудій, і в 2003 році вона потрапила в порноіндустрію. Перші фільми з нею були зняті в жанрі хардкор.
У 2005 році підписала ексклюзивний контракт з порностудією Digital Playground і, за умовами контракту, змінила сценічне ім'я, офіційно ставши Sophia Santi. У цьому ж році журнал Penthouse назвав її дівчиною року.
За даними на 2020 рік Софія Санті знялася в 151 порнофільмі і зрежисирувала 1 порнострічку.

## Фільмографія (вибірково)
Переважна більшість ролей лесбійські
- 2018 : Pretty Pussy Party (compilation)
- 2017 : Passionate For Pussy (compilation)
- 2016 : Women Seeking Women 126
- 2015 : Dirty Romance
- 2014 : Girl on Girl Time
- 2012 : 25 Sexiest Boobs Ever
- 2012 : Babe Buffet: All You Can Eat
- 2012 : Girls Licking Girls
- 2011 : My Roommate's a Lesbian 2
- 2011 : Pretty in Pink
- 2011 : Prison Girls
- 2011 : Young Hot and Lesbian
- 2010 : For Her Tongue Only
- 2010 : Just You And Me
- 2010 : Meow! 1
- 2010 : Vampire Sex Diaries
- 2009 : Molly's Life 3
- 2009 : Girlvana 5
- 2009 : Belle: Sophia Santi
- 2009 : Sophia Santi in White
- 2009 : Girl Play
- 2008 : Finger Licking Good 6
- 2008 : The 4 Finger Club 26
- 2008 : Evil Pink 4
- 2008 : Cheerleaders
- 2008 : Girls Will Be Girls 4
- 2008 : Lipstick Jungle
- 2008 : Unwelcome Visitors Victimize Business Beauties!
- Jack's Teen America: Mission 19 (2007)
- Jack's Playground 36 (2007)
- Screen Dreams (2007)
- My First Porn 8 (2007)
- Jack's Leg Show 3 (2007)
- Jana Cova in Blue (2007)
- Babysitters (2007)[d]
- Jack's Teen America: Mission 18 (2007)
- Sexual Freak 6: Sophia Santi (2007)
- Jack's Big Ass Show 6 (2007)
- Sophia Santi: Scream (2007)
- The 2007 AVN Awards Show (2007)
- Sophia Santi's Juice (2007)
- Island Fever 4 (2006)
- Mademoiselle (2006)
- Deeper (2006)
- Tryst (2006)
- Teagan's Juice (2006)
- Peek: Diary of a Voyeur (2006)
- Posh Kitten (2005)
- Mrs. Behavin' (2005)
- Three's Cumpany (2005)
- Way of the Dragon (2005)
- Deep in Style (2004)
- Dirty Work (2003)
- Just Girls
- My First Porn 11
- Dreams and Desires
- Slave For A Night
- Dirty Work
- All Girl Collection
- This ain't Hawaii Five O XXX
- Posh Kitten
- Guilty Pleasures
- Play Girl
- Young, Hot and Lesbian
- Pretty In Pink

## Нагороди і номінації
| Рік  | Церемонія  | Підсумок  | Нагорода | Картина                                 |
| ---- | ---------- | --------- | --- | --------------------------------------- |
| 2006 | FAME Award | Номінація | Rookie Starlet of the Year | Н/Д                                     |
| 2006 | FAME Award | Номінація | Hottest Body | Н/Д                                     |
| 2007 | AVN Award  | Перемога  | Best All-Girl Sex Scene, Video (з Teagan Presley, Jesse Jane & Jana Cova) | Island Fever 4                          |
| 2007 | AVN Award  | Номінація | Best All-Girl Sex Scene, Video (з Jessie Capelli) | Deep In Style                           |
| 2007 | FAME Award | Номінація | Hottest Body | Н/Д                                     |
| 2008 | AVN Award  | Перемога  | Best All-Girl Sex Scene, Video (з Alektra Blue, Sammie Rhodes, Angie Savage & Lexxi Tyler) | Babysitters                             |
| 2008 | FAME Award | Номінація | Hottest Body | Н/Д                                     |
| 2009 | AVN Award  | Номінація | Best All-Girl 3-Way Sex Scene (з Дженавив Джолі & Ніна Мерседес) | Chop Shop Chicas                        |
| 2009 | AVN Award  | Номінація | Best Group Sex Scene (з Mikayla Mendez, Kaylani Lei, Evan Stone & Barry Scott) | The Wicked                              |
| 2009 | AVN Award  | Перемога  | Best All-Girl Group Sex Scene (з Jesse Jane, Shay Jordan, Stoya, Adrianna Lynn, Brianna Love, Lexxi Tyler, Memphis Monroe & Прія Рай                                                                                                | Cheerleaders                            |
| 2010 | AVN Award  | Номінація | Best All-Girl Three-Way Sex Scene (з Angie Savage & Ніккі Бенц) | Penthouse Variations: Slave for a Night |
| 2011 | AVN Award  | Номінація | Best All-Girl Group Sex Scene ((разом з Бріджит Бі, Бринн Тайлер, Чарлі Чейз, Кортні Каммз, Джейден Джеймс, Джулія Енн, Kirra Lynne, Міссі Стоун, Монік Олександр, Ніккі Роудс, Raylene, Сара Ванделла, Велисити Он, Меделін Мері)) | Girlvana 5                              |
| 2011 | AVN Award  | Номінація | Best All-Girl Group Sex Scene (з Sandee Westgate, Angie Savage & Alektra Blue) | Speed                                   |